# Distocader
Distocader is een geslacht van wantsen uit de familie van de Tingidae (Netwantsen). Het geslacht werd voor het eerst wetenschappelijk beschreven door Froeschner in 1968.

## Soorten
Het genus bevat de volgende soorten:

- Distocader charieis (Drake & Ruhoff, 1965)
- Distocader planti Guilbert & Guidoti, 2018